# 連寫句
連寫句（run-on sentence，不斷句/連續句/連綴句）是兩個或更多的獨立子句（independent clause，即“完整的句子”）連接起來，而沒有放置適當的標點符號或連詞的句子。這這種句型普遍被認為是一種「文體的錯誤」，雖然它偶爾用在文學，或可作為一種修辭的技巧（rhetorical device）。連寫句的例子是逗號拼接（comma splice），其中，兩個獨立的子句直接使用逗號連接，而沒有使用協調連詞來配合。 有些規範文法（linguistic prescription）依據連寫句的定義規範而排除逗號的拼接，但這並不意味著他們認為逗號拼接是可以接受的。
事實上句子很長並不會變成連寫句；只有當它們包含多於一個以上的“獨立子句”時才可能會構成連寫句。

## 連寫句範例
- 在下面的連寫句裡，介於及中沒有任何標點或連詞：
  - My car is out of gas we cannot reach town before dark.
- 逗號拼接，有些熟練的使用者會置放逗號來拼接兩個英語句子：
  - It is nearly half past five, we cannot reach town before dark.

## 句型修補
- 使用分開獨立的句子。不過，這可能會斷開相關連的獨立子句，並導致一些含義丟失：
  - It is nearly half past five. We cannot reach town before dark.
- 使用分號。這樣可保持子句之間的連接，同時確保兩個概念之間的暫時停頓：
  - It is nearly half past five; we cannot reach town before dark.
- 使用帶有逗號的協調連詞配合。
  - It is nearly half past five, so we cannot reach town before dark.

## 文學上的出現
短篇小说《"Repent, Harlequin!" Said the Ticktockman》以其使用語法的不正確聞名，其中的一個實例是關於糖豆，幾乎完全使用連寫句組成一個段落。
詹姆斯·乔伊斯的小說《尤利西斯》（1922），尤其是最後一章“帕涅羅佩”，內文包括意識流手法的運用，也往往需要很長的句子及未間斷的連寫句形式。

## 外部連結
- . Online Writing Lab. Purdue University. 1995  [2 February 2014]. （原始内容存档于2018-02-27）.
- Campos Noguera, José Manuel. . English Post: English Language Learning and Teaching.   [2 February 2014]. （原始内容存档于2016-03-17）.
- (PDF).   [2018-02-26]. （原始内容存档 (PDF)于2016-03-04）.